# Donella Meadowsová
Donella „Dana“ Meadowsová (nepřechýleně Meadows, 13. března 1941 Elgin, Illinois — 20. února 2001, New Hampshire) byla průkopnice v systémové dynamice vědách o životním prostředí, učitelka a spisovatelka. Byla vedoucím projektu Meze růstu a navrhla tzv. Dvanáct bodů působení pro zásah do systému.
Získala bakalářský (B.A.) titul v chemii z Carleton College v roce 1963 a Ph.D. v biofyzice na Harvardu v roce 1968. Poté se stala výzkumnicí na MIT coby chráněnka Jay Forrestera, průkopníka oboru systémové dynamiky a principu magnetického záznamu u počítačů. Od roku 1972 až do své smrti učila na Dartmouth College.

## Meze růstu a World3
V roce 1972 se dostala do týmu vědců, který vyvinul (pravděpodobně první) počítačový model systémové dynamiky hlavních demograficko-ekonomických ukazatelů (viz též modelování). Simulaci nazvali World3 (Svět3); financovala ji skupina Římský klub (The Club of Rome).
World3 byla modelace vývoje hlavních globálních ukazatelů jako stav populace, množství zdrojů, míra znečištění, objem průmyslové výroby atd. v čase na základě počátečních parametrů (jako například investice do technologií snižující znečištění) a desítek daných, vzájemně se ovlivňujících vztahů mezi nimi.
Jako součást projektu vznikla vědecká zpráva a (v populárnější formě) vydaná kniha Meze růstu (Limits to Growth). Meadowsová jakožto hlavní člen týmu byla autorkou většiny textů knihy stejně jako podkladů pro její zpracování.
Kniha Meze růstu byla zcela přelomovým dílem, které předběhlo dobu o několik let – počátek 70. let byl v Americe obdobím průmyslové prosperity, nulové nebo minimální kontroly dopadů produkce na životní prostředí, největší produkce ropy z vlastního území, největší dosavadní produkce freonů, největšího kácení lesů, vysušování mokřadů atd. — doba, kdy podvědomí a reflexivní smýšlení o životním prostředí stejně jako ekologická hnutí teprve vznikala, jsouce na okraji zájmu i společnosti.
Kniha se dostala na první stránky periodik po celém světě a vzbudila bezprecedentní debatu o kapacitách Země podporovat ekonomickou expanzi, která svým způsobem pokračuje do dneška.
O 20 let později v roce 1992 se svým vědeckým týmem podnikla pokračování Mezí růstu - projekt, který trval 2 roky, nazvali Překročení mezí. Měl dokonalejší modelaci v jazyce speciálně navrženém pro systémovou dynamiku, více než šestisetstránkový manuál vývoje modelování s některými základními konstrukty v doprovodné knize, 295 různých veličin ve spolu navzájem souvisejících diferenciálních vztazích. Stejnojmenná doprovodná populárně-naučná publikace s podtitulem Konfrontace globálního kolapsu s představou trvale udržitelné budoucnosti vysvětlovala stěžejní pojmy (jako třeba tok surovin, zpoždění, překmit a kolaps), uváděla některé příklady a případové studie, a nabídla 13 scénářů vývoje základních veličin do roku 2100, z nichž některé vedly k trvale udržitelnému životu. Ukázala, které faktory a jak ovlivní základní celosvětové demograficko-ekonomické ukazatele. V závěru načrtla body, kterými (podle jejího názoru a názoru celého výzkumného týmu) ho lze dosáhnout.
V roce 2004 vyšlo třetí pokračování Mezí růstu s podtitulem 30letý update. Publikaci, mj. i na základě podkladů Meadowsové, dokončili její spolupracovníci, neboť v roce 2001 zemřela.
Kniha byla přijata rozporuplně, v roce 2002 environmentální expert Bjørn Lomborg na ni napsal zdrcující kritiku. V roce 2015 publikoval Graham Turner korelaci závěrů Mezí růstu s aktuálními daty, které shromáždil a zkompiloval z materiálů OSN, a jeho přibližný závěr je takový, že predikce knihy se plní.

## Další aktivity
V roce 1981 založila Mezinárodní síť informačních center o zdrojích (International Network of Resource Information Centers, INRIC), globální proces sdílení informací a spolupráce mezi stovkami vedoucích akademiků, výzkumníků a aktivistů v širším hnutí trvale udržitelného rozvoje (mezinárodní snaha o zvrácení škod v životním prostředí, ekonomice a společenských systémech).
Stala se též zakladatelkou Institutu trvalé udržitelnosti (Sustainability Institute), který kombinuje výzkum globálních systémů s praktickými ukázkami trvale udržitelného života, včetně vývoje tzv. eko-vesnic a organických farem v Cobb Hill u Hertlandu, státě Vermont.
Psala také týdenní nebo čtrnáctidenní sloupek zvaný Globální občan (The Global Citizen), komentující světové události úhlu pohledu systémové dynamiky, který byl v roce 1991 navržen na Pulitzerovu cenu.

## Uznání
Byla vyznamenána Stolcem v oboru péči o zachování životního prostředí (Pew Scholar in Conservation and Environment) a jakožto čestný člen MacArthurova společenstva. V roce 1990 obdržela cenu Walter C. Paine Science Education Award - cenu v oblasti vyučování vědních oborů a v roce 2001, in memoriam, cenu Johna H. Chafeeho za vynikající práci v oblasti záležitostí spjatých s životním prostředím (John H. Chafee Excellence in Environmental Affairs Award), představovanou nadací CLF - Conservation Law Foundation.
Její práce jsou široce uznávány pro svůj formující vliv na stovky jiných akademických studií, iniciativ vládních politik a mezinárodních smluv.

## Dílo
- Donella H. Meadows, Jorgen Randers and Dennis L. Meadows Limits to Growth-The 30 year Update, 2004, pevná vazba, ISBN 1-931498-51-2
- Dennis L. Meadows, Donella M. Meadows, Donella H. Meadows and Tzonis' Toward Global Equilibrium: Collected Papers, Pegasus Communications, 1973, hardcover ISBN 0-262-13143-9
- Donella H. Meadows and J. M. Robinson, The Electronic Oracle: Computer Models and Social Decisions, John Wiley & Sons, 1985, hardcover, 462 stran, ISBN 0-471-90558-5
- Donella H. Meadows, Global Citizen, Island Press, 1991, paperback 197 stran, ISBN 1-55963-058-2
- Donella H. Meadows, Limits to Growth: A Report for the Club of Rome's Project on the Predicament of Mankind, New American Library, 1977, paperback, ISBN 0-451-13695-0; Universe Books, pevná vazba, 1972, ISBN 0-87663-222-3.
- Donella H. Meadows, Beyond the limits : global collapse or a sustainable future, Earthscan Publications, 1992, ISBN 1-85383-130-1
- Dennis L. Meadows, Donella H. Meadows a Jorgen Randers, Beyond the Limits: Confronting Global Collapse, Envisioning a Sustainable Future, Chelsea Green Publishing, 1993, paperback, 320 pages, ISBN 0-930031-62-8
- Donella H. Meadows, John Richardson and Gerhart Bruckmann, Groping in the Dark: The First Decade of Global Modelling, John Wiley & Sons, 1982, paperback, ISBN 0-471-10027-7
- redigováno Sandi Brockway, úvodní slovo Marilyn Ferguson, úvod Denis Hayes, anotace Donella H. Meadows, Macrocosm U. S. A.: Possibilities for a New Progressive Era…, Macrocosm, 1993, paperback, 464 stran, ISBN 0-9632315-5-3
- Michael J. Caduto, foreword by Donella H. Meadows, illustrated by Joan Thomson, Pond and Brook: A Guide to Nature in Freshwater Environments, University Press of New England, 1990, paperback, 288 stran, ISBN 0-87451-509-2

#### Česky
- Recenze Překročení mezí s několika stěžejními myšlenkami

#### Anglicky
- Kniha v angličtině online jako pdf
- Sustainability Institute Archivováno 22. 7. 2009 na Wayback Machine.
- The Global Citizen, bi-weekly column by Meadows
- Obituary Archivováno 30. 8. 2005 na Wayback Machine.
- Another link for Global Citizen
- Cobb Hill Cohousing - Dana was a founder